# حبيبة (ممثلة لبنانية)
حبيبة أو جلاديس أبو جودة (1 يناير 1951 -)، هي ممثلة لبنانية - مصرية، وإحدى ملكات الجمال التي اتجهت لتمثيل بعد ثلاث سنوات تقريباً من تتويجها.

## حياتها
الزيجة المعروفة لها من الفنان والمطرب الراحل محرم فؤاد في السبعينات، بعد إشتراكهم في فيلم "عشاق الحياة".
حدثت خلافات بينها وبين سعاد حسني نتيجة علاقنها مع المخرج علي بدرخان، بدأ في عام 1969 أثناء تصوير سعاد حسني فيلم "نادية" والذي كان يعمل فيه علي بدرخان كمساعد مخرج لوالده المخرج أحمد بدرخان، وحدث الحب فيما بينهم.
الثنائي في عام 1970، وعاشا في حياة سعيدة وقررا الثنائي التعاون في أول أفلام علي بدرخان كمخرج وهو فيلم "الحب الذي كان" وفي نفس الوقت كان يعمل بدرخان  مساعد مخرج ليوسف شاهين في فيلم"العصفور" والذي تقوم ببطولته ملكة جمال لبنان "حبيبة" جلاديس أبو جودة والتي كانت تمتاز بجمال صارخ .وتعددت جلسات العمل بين بدرخان وحبيبة،  فشعر نحوها بعاطفة حب قوية، ونسي أنه متزوج من السندريلا سعاد حسني والتي علمت بالعلاقة فيما بينهم وتشاجرا سويا، ووصل لحد ترك بدرخان البيت والمكوث في بيت والدته والتي نصحته بإنهاء علاقته مع حبيبة.
ولكن رغبة حبيبة في المنافسة والدعاية لنفسها وللعمل جعلتها تحاول خلق شائعات حولها، فراحت تعلن أن ما يجمعها بعلي بدرخان مجرد صداقة فقط وليس بينهم علاقة حب ولكن المحيطين هم من يروجون الشائعات .
مرت عدة أشهر حتي اكتشف علي بدرخان أن انجذابه لحبيبة مجرد نزوة ويجب أن ينهي هذه العلاقة حفاظا علي نفسه ومستقبله، وحبه لسعاد حسني.
وأنتهت العلاقة وعاد لزوجته، وكانت نهاية علاقته بحبيبة هي نهاية علاقتها بالفن، وكان آخر فيلم عرض لها في مصر هو "التلاقي" عام 1977 والذي تأخر عرضه لـ4 سنوات، ولم تستطيع المنافسة مرة آخري حيث أن الجمال بدون موهبة لا يدوم.
ولم تكن هذه هي المرة الوحيدة التي تحاول فيها حبيبة استثمار خلافات الزوجين في الوصول للنجومية فبعد خلاف الفنان فؤاد المهندس وشويكار سعت لتحتل مكانها في مسلسل "متاعب المهنة" فالحكاية كما ذكرتها إحدي المجلات تقول: "كان محمد نبيه مخرج المسلسل في استوديو الأهرام يشرف على مونتاج فيلم له، حين لفت انتباهه قوام حبيبة، وسأل عنها فاقترب منها وقال لها:" تعرفي تضحكي؟"، ولم ترد حبيبة على السؤال فعاد نبيه يسأل: "طيب تقدري تضحكي الناس؟"، فردت: "واضحك عليهم كمان"، وهنا صاح نبيه:"وجدتها وجدتها"، ويومها وقعت حبيبة عقد البطولة في المسلسل التليفزيوني "متاعب المهنة" والذي يخرجه نبيه ويقوم بطولته فؤاد المهندس، وسرب  خبر انفصال فؤاد المهندس عن شويكار فنيًا فسرت همهمات وراحت شائعات تجري هنا وهناك، حتى خرج فؤاد المهندس في حوار ليقول: "اختيار البطلة من حق المخرج، وليس لي أي اعتراض، فحبيبة تقوم بدورها خير قيام".

## مسيرتها
"مليحة العرب" 1966م حصلت علي بطولة مشتركة مع الفنان "أحمد رمزي "من خلال فيلم "الحب سنة 70" لها حوالي (18) عمل فني ما بين السينما والتلفزيون والمسرح ، موزعة علي بلدان " لبنان، ومصر ، وسوريا" آخر أعمالها السينمائية فيلم التلاقي عام 1977م
تراجع إنتاج حبيبة الفني بعد هذا العام، فبعد غياب عامين أصبحت تقدم عملًا واحدًا فقط في العام، ففي عام 1975 قدمت "بديعة مصابني" مع نادية لطفي، وفي عام 1976 اشتركت بفيلم "الكل يحب" مع محمود رشاد، حتى كان العام 1977 ظهرت بدور ثانوي بشخصيتها الحقيقية في آخر أفلامها "التلاقي" مع مديحة كامل.

## أعمالها الفنية[3][4]
- الحب سنة 70 - فيلم - مع أحمد رمزي - 1969م.
- خياط للسيدات - مسلسل - مع دريد لحام - 1969م
- الثعلب والحرباء - فيلم - مع فريد شوقي - 1970م.
- متاعب المهنة - فيلم - مع فؤاد المهندس - 1970م.
- عشاق الحياة - فيلم مصري لبناني - مع محرم فؤاد - 1971م.
- سلام بعد الموت - فيلم - مع سميرة احمد - 1971م.
- القدر - فيلم - مع الفنان اللبناني منير معاصري - 1972م.
- بنك القلق - مسلسل - مع عبدالمنعم إبراهيم - 1972
- العصفور - فيلم - مع صلاح منصور - 1972م.
- المطلوب رجل واحد - فيلم - مع أديب قدورة - 1973م.
- سروال وميني جيب - فيلم سوري لبناني - مع ناهد شريف - 1973م.

- الشحاث - فيلم - مع محمود مرسي - 1973م.
- شلة المراهقين - فيلم - مع مريم فخر الدين - 1973م.
- بديعة مصابني - فيلم - مع نادية لطفي - 1975م.
- الكل يحب - فيلم - مع محمود رشاد - 1976م.
- عشاق علي الطريق - فيلم - مع أديب قدورة - 1977م.
- التلاقي - آخر أفلامها السينمائية - مع مديحة كامل - 1981م.
- الواد النمس - مسرحية - مع محمد نجم - 1981م.

وعلي الرغم من قلة أعمالها الفنية ، إلا أنها نالت شهرة كبيرة في مجال الفن السينمائي .

## وصلات خارجية
- حبيبة على موقع IMDb (الإنجليزية)
- حبيبة على موقع قاعدة بيانات الأفلام العربية
- حبيبة على موقع قاعدة بيانات الفيلم (الإنجليزية)